# یسف استنبک
یُسِفْ اسْتِنْبَک (انگلیسی: Josef Stenbäck; ۲ مهٔ ۱۸۵۴ – ۲۷ آوریل ۱۹۲۹) معمار، و مهندس اهل فنلاند بود.